# Olajumoke Okoya-Thomas
Olajumoke Abidemi Okoya-Thomas (sinh ngày 20 tháng 1 năm 1957) là tên của một chính trị gia người Nigeria thuộc hạ viện liên bang và là con gái của lãnh tụ Molade Okoya-Thomas. Đảng chính trị của bà là đảng Tiến bộ (tiếng Anh: All Progressives Congress) đại diện cho khu vực đảo Lagos, bang Lagos, Nigeria. Bà ở trong hạ viện trong 3 nhiệm kì liên tục, từ năm 2003 đến 2015 (mỗi nhiệm kì ở Nigeria là 4 năm). Ngoài ra bà còn nhận bằng quản lí chính phủ cấp cao của đại học Harvard, Mỹ và bằng sec. admin ở đại học Burleigh.

## Sự nghiệp chính trị
Bà tái đắc cử trong nhiệm kì thứ ba vào ngày 29 tháng 4 năm 2011 tại hạ viện. Những ưu tiên lập pháp của bà là về quyền lợi cho phụ nữ và trẻ em.
Bà từng giữ chức chủ tịch của ủy ban nhà tù và ủy ban đấu thầu (nghĩa rộng là chỉ việc nhà nước chi tiền để mua sắm hàng hóa, dịch vụ hay đầu tư vào một công trình hoặc hạng mục nào đó). Ngoài ra, bà Olajumoke Abidemi Okoya-Thomas còn là thành viên của ủy ban ngân hàng và tiền tệ, ủy ban dành cho người Do Thái, ủy ban châu thổ Niger (Niger Delta) và ủy ban dành cho phụ nữ trong lĩnh vực chính trị.
Năm 2013, bà đề xuất một dự luật bắt buộc phụ nữ phải nuôi con bằng sữa mẹ. Tuy nhiên dự luật bị thất bại mặc dù các đại biểu của hạ viện thừa nhận lợi ích của việc này.